# Mélissa Da Costa
Pour les articles homonymes, voir Da Costa.
Mélissa Da Costa, née le 7 août 1990 à Clermont-Ferrand est une romancière française autrice de best-sellers.

## Biographie

### Enfance et formation
Mélissa Da Costa grandit à la campagne dans l'Ain, près de Mâcon,. Son père travaille dans le bâtiment, sa mère est assistante maternelle. Elle a également deux sœurs, Jeanne, devenue sage-femme, et Clara, animatrice dans un EHPAD.
Elle écrit, dès ses sept ans, des poèmes, des contes puis des romans. Cependant elle ne se sent pas légitime pour devenir écrivaine, et choisit par conséquent un cursus en économie.
De 2008 à 2011, elle suit des études d'économie et de gestion à l'Institut d'administration des entreprises (IAE) de Lyon. Elle occupe ensuite un emploi de chargée de communication dans une mairie en Isère dans le domaine de l'énergie et du climat,.
Elle suit également des formations en aromathérapie, naturopathie et sophrologie.

### Carrière littéraire
Après avoir déjà écrit quatre romans, Mélissa Da Costa décide d’en publier deux en auto-édition sur la plateforme Amazon, qui ne rencontrent pas de succès.
En 2018, elle dépose l'un de ses romans sur la plateforme numérique d'auto-édition monbestseller.com sur laquelle elle est repérée et publiée par une petite maison d'édition, Carnets nord. Retitré Tout le bleu du ciel, le roman, qui évoque la maladie d’Alzheimer précoce d'un jeune homme condamné par la maladie et qui entreprend un voyage en camping-car avec une inconnue, connaît un succès important en livre de poche,.
À partir de 2020, elle commence à vivre de sa plume et quitte son emploi de chargée de communication.
Après son premier succès suivront d'autres titres publiés chez Albin Michel : Les Lendemains (2020), Je revenais des autres (2021), Les Douleurs fantômes (2022), La doublure (2022) et Les femmes du bout du monde (2023). Elle écrit également en 2023 La faiseuse d'étoiles dont les droits sont reversés à l'Unicef.

#### Critique et reconnaissance
Ses romans sont considérés comme des best-sellers : dès 2021, ils figurent dans le top 10 des livres les plus vendus en France,. En janvier 2023, Mélissa Da Costa apparait dans le classement publié par Le Figaro des dix auteurs francophones qui ont le plus vendu de romans en 2022. Elle atteint la troisième place derrière Guillaume Musso et Joël Dicker avec 844 547 exemplaires écoulés au cours de l'année 2022. En 2024, selon un rapport du Figaro, Melissa da Costa devient l’autrice la plus lue de France, prenant la place qu’occupait Guillaume Musso depuis douze ans. Le 22 janvier 2025, Le Figaro publie son palmarès des ventes de l'année 2024. Mélissa Da Costa conserve la première place avec 1 162 730 exemplaires vendus, devant Guillaume Musso (1 104 096 exemplaires) et Morgane Moncomble (984 144 exemplaires).
Assimilée auteur feel-good, Mélissa Da Costa réfute cependant cette étiquette.

### Vie privée
Mélissa Da Costa est mariée à un infographiste, elle est mère de deux enfants,. Elle vit en région parisienne.

## Œuvre littéraire

### Romans
- Tout le bleu du ciel, Carnets nord, 2019Réédition, Le Livre de poche, 2020
- Les Lendemains, Albin Michel, 2020Réédition, Le Livre de poche, 2021
- Je revenais des autres, Albin Michel, 2021Réédition, Le Livre de poche, 2022
- Les Douleurs fantômes, Albin Michel, 2022Réédition, Le Livre de poche, 2023
- La Doublure, Albin Michel, 2022Réédition, Le Livre de poche, 2023
- Les Femmes du bout du monde, Albin Michel, 2023
- La Faiseuse d'étoiles, Le Livre de poche, 2023
- Tenir Debout, Albin Michel, 2024

### Nouvelles
- Demain le mauve, Editions Charleston, 2022, 224 p.Publiée dans l'anthologie Le bruit des secrets

## Distinctions
- Prix Alain-Fournier 2020 pour Tout le bleu du ciel
- Prix du roman Cezam 2020 pour Tout le bleu du ciel
- Prix des lecteurs du Livre de Poche pour Tout le bleu du ciel[5]
- Prix Babelio catégorie Littérature française 2022 pour Les douleurs fantômes[14]